# Gabriele Faulhaber
Gabriele Faulhaber (* 21. Juni 1953 in Neustadt an der Waldnaab) ist eine deutsche Politikerin (Die Linke) und ehemalige Abgeordnete des Hessischen Landtags.

## Leben
Faulhaber legte 1969 die Mittlere Reife und 1972 das Abitur ab. Von 1973 bis 1974 studierte sie Kunst an der Städelschule Frankfurt und von 1975 bis 1981 Sonder- und Heilpädagogik an der Johann Wolfgang Goethe-Universität Frankfurt am Main. 1981 legte sie das erste Staatsexamen und 1983 das zweite Staatsexamen für das Lehramt an Förderschulen ab.
Zwischen 1983 und 1991 war sie in Grafikbetrieben und in der Rehabilitation psychisch kranker Menschen beim Frankfurter Verein für soziale Heimstätten tätig. Von 1991 bis 2011 arbeitete sie als Lehrerin an der Erich-Kästner-Schule in Ortenberg, einer verbundenen Schule für Lern- und Erziehungshilfe. Davon war sie fünf Jahre Hauptstufenleiterin, bevor sie 2011 Rentnerin wurde.

## Politik
Bis 1991 war Faulhaber Mitglied der DKP, für die sie bei den Landtagswahlen 1983 und 1987 im Wahlkreis Wetterau I kandidierte. 2006 wurde sie Mitglied der Partei DIE LINKE. In dieser Partei war sie in verschiedenen Vorstandsämtern tätig. So war sie Mitglied des Landesvorstands. Zurzeit ist sie Kreisvorsitzende der LINKEN im Wetteraukreis. Sie kandidierte für die LINKE bei den Landtagswahlen 2009 und 2018 im Wahlkreis Wetterau II und erreichte 4,4 % (2009) bzw. 4,2 % (2018) der Erststimmen.
Vom 1. November 2016 bis zum 17. Januar 2019 war sie als Nachfolgerin für Barbara Cárdenas Alfonso Abgeordnete im Landtag. In der Fraktion war sie Sprecherin für Bildungspolitik, Migration und Petitionen und Tierschutzpolitik. Im Landtag war sie Mitglied im Ältestenrat, in der Enquetekommission "Kein Kind zurücklassen – Rahmenbedingungen, Chancen und Zukunft schulischer Bildung in Hessen", im Kulturpolitischen Ausschuss, im Petitionsausschuss und im Hessischen Tierschutzbeirat.
Sie ist Mitglied des Kreistages des Wetteraukreises und der Verbandsversammlung des Landeswohlfahrtsverbandes Hessen.